# Pygopleurus katbehi
Pygopleurus katbehi är en skalbaggsart som beskrevs av Guido Sabatinelli 2008. Pygopleurus katbehi ingår i släktet Pygopleurus och familjen Glaphyridae. Inga underarter finns listade i Catalogue of Life.